# Biblis laticlavia
Biblis laticlavia är en fjärilsart som beskrevs av Otto Thieme 1904. Biblis laticlavia ingår i släktet Biblis och familjen praktfjärilar. Inga underarter finns listade i Catalogue of Life.